# Кулом'є (сир)
Кулом'є́ або Ку́лом (фр. Coulommiers) — м'який сир з коров'ячого молока, що отримав назву від французької комуни Кулом'є (розташоване в департаменті Сена і Марна центрального регіону Іль-де-Франс), зі Середньовіччя відомої виробництвом подібних сирів. Деякий час Кулом'є вважали однією з різновидів брі і називали — фр. Brie de Coulommiers.

## Опис
Сучасний Кулом'є одним з видів популярного сиру Брі. Іноді його називають брі маленької форми. Вважають, що Кулом'є як брі малих розмірів виник при вирішенні транспортної проблеми, пов'язаної з перевезенням тендітних сортів брі більшого розміру. Діаметр 13–15 см, висота до 3 см, вага до 500 грам. Діаметр Кулом'є, таким чином, більший, ніж у його брата по ширині нормандського камамбер. За своїм смаком і методам виробництва Кулом'є незначно відрізняється від сирів брі. Кулом'є не удостоєний сертифікації.
Жителі навколишніх території воліють вживати Кулом'є, коли він визріє більше восьми тижнів і його консистенція стане більш щільною і твердою. У середині сир свіжий, трохи кислуватий, а далі від центру сир стає солодкуватим, з присмаком мигдалю і покритий скоринкою з білою цвіллю. При визріванні Кулом'є має більш виражений аміачний запах, ніж брі. Зараз Кулом'є фермерами не виробляється, а готується промисловим способом з пастеризованого молока.
Їсти сир Кулом'є прийнято з багетом і грушами, однак, цей сир цілком підходить і для запікання в кулінарних цілях. До Кулом'є підійде легке червоне вино.